# Дрізд ефіопський
Дрізд ефіопський(Turdus simensis) — вид горобцеподібних птахів родини дроздових (Turdidae). Поширений в Ефіопії та Еритреї. Видовий епітет simensis походить від типової місцевості — гірського хребта Сімієн.